# Curt Hans Birckholtz
Curt Hans Birckholtz, Curt Hans van Beveren Birckholtz (ur. 17 lipca 1905 w Gdańsku, zm. 1 września 1981 w London, Kanada) – kolumbijski urzędnik konsularny.

## Życiorys
Syn Arthura Birchholtza i Anny Bestvater. Władze Kolumbii powierzyły mu pełnienie funkcji konsula w Gdańsku (1929-1939). Zmarł w szpitalu uniwersyteckim w kanadyjskim Londynie, pochowany został na cmentarzu McTavish (McTavish Cemetery) pod Tavistock, w prowincji Ontario.